# Бернарди, Нерио
Нерио Бернарди (итал. Nerio Bernardi; 23 июля 1899, Болонья, Эмилия-Романья, Италия — 12 января 1971, Рим) — итальянский актёр театра, кино и озвучивания, педагог.

## Биография
В молодости изучал медицину и математику, но со временем решил работать актёром. Дебютировал в кино в 1918 году. Амплуа — «юный любовник», до 1922 года снял во многих немых фильмах.
Как театральный актёр дебютировал на сцене Teatro degli Italiani. Сотрудничал со многими режиссёрами, в частности, с Максом Рейнхардтом («Венецианский купец» Шекспира, 1935), Лукино Висконти, Пьером Паоло Пазолини и другими.
Во время Второй мировой войны эмигрировал в Испанию.
С 1952 года преподавал драматическое искусство в театральной школе Сильвио Д’Амико в Риме.
За свою карьеру с 1918 по 1970 год снялся в 192 кинофильмах.

## Избранная фильмография
- 1968 — Сатанинская красота
- 1968 — Великолепный техасец
- 1966 — Три центуриона
- 1966 — Святой выходит на след
- 1966 — Если все женщины мира
- 1965 — Я, я, я… и другие — эпизод
- 1964 — Триумфатор
- 1964 — Лев Египта

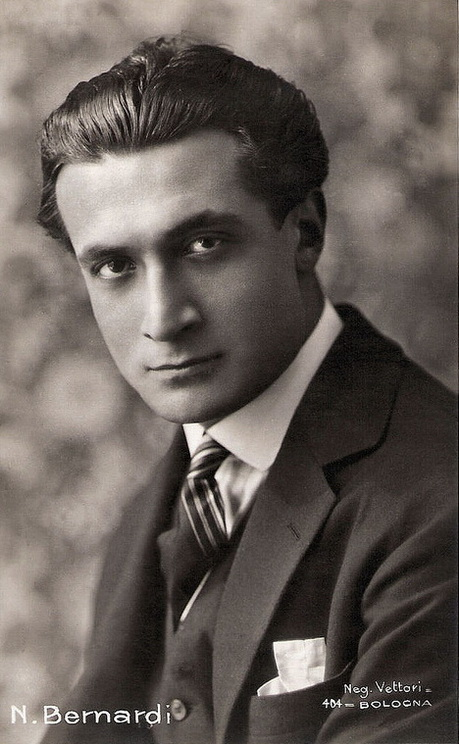
Н. Бернарди. Начало 1920-х гг.

- 1963 — Подвиги Геракла: Покоритель Микен
- 1963 — Непобедимый всадник в маске —  Дон Гомес
- 1963 — Кровавые кинжалы
- 1963 — Зорро и три мушкетера
- 1963 — Битва отважных
- 1962 — Юлий Цезарь и война с галлами — Марк Тулий Цицерон
- 1962 — Легенда об Энее
- 1962 — Корсиканские братья — Перрье, профессор
- 1962 — Зорро и великая герцогиня — Варгас
- 1961 — Троянская война
- 1961 — Месть Урсуса
- 1961 — Завоевание Коринфа — богач из Коринфа
- 1961 — Эль Сид
- 1961 — Ванина Ванини — Кардинал Савелли
- 1961 — Вакханки
- 1960 — Уличный регулировщик
- 1960 — Переход через Рейн — эпизод (нет в титрах)
- 1960 — Ночи Распутина
- 1960 — Казаки — генерал Разумовский
- 1960 — Женщина фараона
- 1960 — Долгая ночь сорок третьего года — Аттилио Виллани, адвокат
- 1959 — На ярком солнце — директор агентства
- 1959 — Мститель (Дубровский) — князь Верейский
- 1959 — Катерина Сфорца, римская львица — Бали ди Диджоне
- 1959 — Калтики, бессмертный монстр
- 1959 — Бурлаки на Волге — Елагин
- 1958 — Граф Матеры — маркиз Тальди
- 1957 — Серенада для Марии
- 1957 — Лиана — белая рабыня
- 1956 — Позвольте мне, батя! — Энцо Бернар, дирижёр
- 1956 — Маруцелла
- 1956 — Альтаир — полковник
- 1955 — Приключения Джакомо Казановы
- 1955 — Нана
- 1955 — Драма в порту
- 1955 — Белый ангел — Росси, адвокат
- 1954 — Феодора — Велизарий (нет в титрах)
- 1954 — Судьбы
- 1954 — Мадемуазель Нитуш
- 1954 — Влюблённый Парис
- 1953 — Фальшивомонетчики
- 1953 — Тереза Ракен — медик
- 1953 — Спартак
- 1953 — Бульвар надежды — Франци
- 1952 — Только для тебя, Лючия — Лучиано Д’Ауриа
- 1952 — Палач из Лилля — Портос
- 1952 — Фанфан-Тюльпан — Ля Франшиз, отец Аделины
- 1951 — Сегодня вечером я бастую
- 1951 — Неблагодарное сердце
- 1951 — Маленькое чудо
- 1951 — Красавицы на велосипедах — медик
- 1950 — Тото ищет жену
- 1950 — Сила судьбы — Дорн Анджело Сааведра
- 1950 — Легче верблюду
- 1949 — Император Капри
- 1949 — Адам и Ева
- 1948 — Фабиола
- 1948 — Письмо на рассвете — Аугусто
- 1948 — Пармская обитель
- 1943 — Аристократические кварталы
- 1942 — Федора — Болеслав Лозински, пианист
- 1940 — Отказ — Ридо
- 1937 — Тереза Конфалониери
- 1934 — Порт
- 1923 — Король пастухов — Давид
- 1922 — Неро — Апостол